# صقل

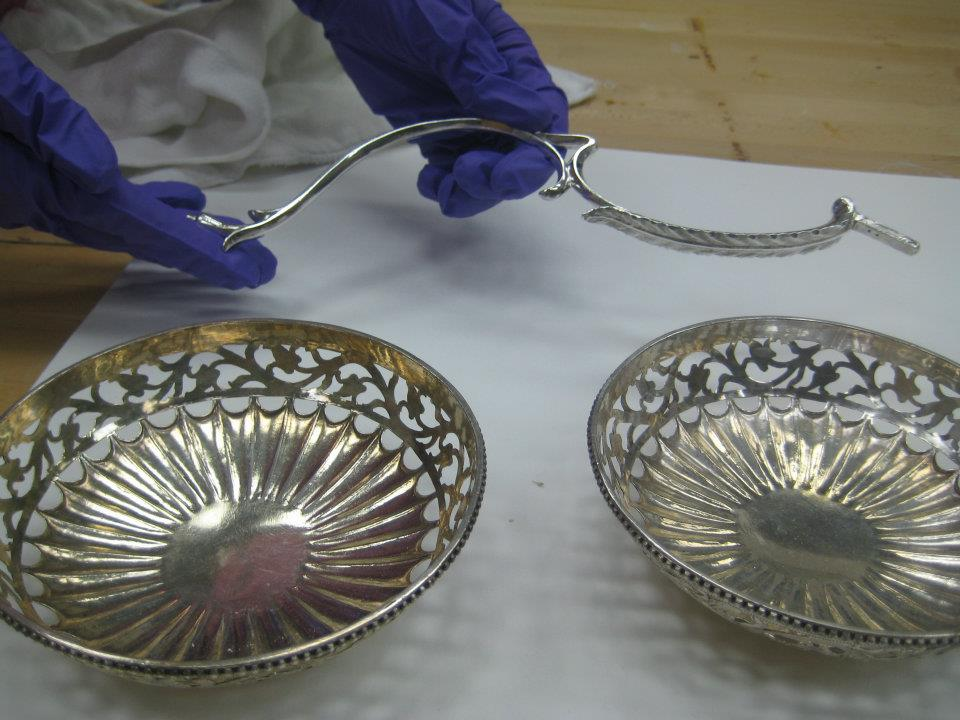
وعاء من الفضة غير مصقول (إلى اليسار) ووعاء مصقول من الفضة (إلى اليمين). ثمة فرق ملحوظ من حيث النظافة واللون. القطعة المحمولة فوق الوعائين مصقولة أيضاً (هذه القطع هي جزء من مجموعة الفضة العائدة للقرن 18 الموجودة في متحف إنديانابوليس للفنون

الصقل أو التلميع، هي عمليات تشطيب صناعية تستخدم لتسوية سطوح القطع المشغولة باستخدام الجلخ وعجلة وقطع الشحذ الجلدية. من الناحية الفنية، يشير مصطلح «الصقل» إلى العمليات التي تستخدم قطعة جلخ مثبتة على عجلة العمل، في حين أن «التلميع» يعني استخدام قطع تسوية أكثر مرونة وأقل قسوة لتسوية السطح وجعله أكثر إشراقاً.
يستخدم الصقل عادة لتحسين مظهر القطعة ومنع تشويهها بالأدوات وإزالة الأكسدة ومنع التآكل في الأنابيب وللحصول على أسطح عاكسة. حسب علم دراسة المعادن، الصقل يعني إنشاء سطوح مسطحة خالية من العيوب عند فحص سطح قطعة معدنية مجهرياً. يمكن استخدام قطع التلميع السيليكونية أو الألماس في عمليات الصقل. يمكن أن يزيد صقل الفولاذ المقاوم للصدأ من فوائده الصحية.
أما إزالة الأكسدة (التشويه) من الأجسام المعدنية فيتم باستخدام الطلاء أو مزيل خاص، وهذه العملية تسمى بالصقل أيضاً. لمنع المزيد من الأكسدة غير المرغوب بها، يتم طلاء السطوح المعدنية بالشمع أو الزيت أو الورنيش.

## التطبيقات
يمكن استخدام الصقل لتحسين الأجزاء المعدنية واستعادة مظهرها في السيارات والمركبات الأخرى، والأدوات اليدوية، وأنية الطهو وأدوات المطبخ الأخرى، والمعادن المعمارية. ثمة تطبيقات أخرى للصقل كصناعات الصيدلانية ومنتجات الألبان والسباكة وصناعة الأنابيب، للمساعدة في منع التآكل والقضاء على مواقع تواجد البكتيريا والعفن. كما يستخدم لتصنيع عاكسات الضوء.